# رایلی کیئو
دنیل رایلی کیئو (انگلیسی: Danielle Riley Keough؛ زادهٔ ۲۹ مهٔ ۱۹۸۹) (تلفظ: ‎/ˈkiːoʊ/‎ KEE-oh) بازیگر و تهیه‌کنندهٔ اهل ایالات متحده آمریکا است.
از فیلم‌ها یا برنامه‌های تلویزیونی که او در آن نقش داشته است، می‌توان به فراری‌ها، مجیک مایک، مکس دیوانه: جاده خشم و رایلی اشاره کرد.

## زندگی شخصی
او فرزند اول ترانه‌سرا لیسا مری پرسلی و دنی کیئو و نوهٔ الویس پرسلی و پریسیلا پریسلی است. از ۱۹۹۴ تا ۱۹۹۶ مایکل جکسون پدرخواندهٔ او بود.

## فیلم‌شناسی

### فیلم
| سال  | عنوان                   | نقش            | یادداشت‌ها                                                 | منا.   |
| ---- | ----------------------- | -------------- | --------------------------------------------------------- | ------ |
| ۲۰۱۰ | فراری‌ها                 | ماری کوری      |                                                           | [ ۵ ]  |
| ۲۰۱۱ | دکتر خوب                | دایان نیکسون   |                                                           | [ ۶ ]  |
| ۲۰۱۱ | جک و دایان              | جک             |                                                           | [ ۷ ]  |
| ۲۰۱۲ | مجیک مایک               | نورا           |                                                           | [ ۸ ]  |
| ۲۰۱۲ | زرد                     | آماندا جوان    |                                                           | [ ۹ ]  |
| ۲۰۱۲ | بوسه لعنتی              | آنه            |                                                           | [ ۱۰ ] |
| ۲۰۱۵ | مکس دیوانه: جاده خشم    | کیپبل (توانا)  |                                                           | [ ۱۱ ] |
| ۲۰۱۵ | دیکسیلند                | ریچل           |                                                           | [ ۱۲ ] |
| ۲۰۱۶ | آهنگ عاشقانه            | سارا           |                                                           | [ ۱۳ ] |
| ۲۰۱۶ | عزیز آمریکایی           | کریستال        |                                                           | [ ۱۴ ] |
| ۲۰۱۷ | کشف                     | لیسی           |                                                           | [ ۱۵ ] |
| ۲۰۱۷ | ما به اینجا تعلق نداریم | الیسا گرین     |                                                           | [ ۱۶ ] |
| ۲۰۱۷ | در شب می‌آید             | کیم            |                                                           | [ ۱۷ ] |
| ۲۰۱۷ | لوگان خوش‌شانس           | ملی لوگان      |                                                           | [ ۱۸ ] |
| ۲۰۱۸ | به غریبه خوش بگویید     | مه آلود        | تهیه کننده                                                | [ ۱۹ ] |
| ۲۰۱۸ | خانه‌ای که جک ساخت       | ژاکلین «سیمپل» |                                                           | [ ۲۰ ] |
| ۲۰۱۸ | زیر دریاچه نقره‌ای       | سارا           |                                                           | [ ۲۱ ] |
| ۲۰۱۸ | تاریکی را بگیر          | مدورا اسلون    |                                                           | [ ۲۲ ] |
| ۲۰۱۹ | کلبه                    | گریس مارشال    |                                                           | [ ۲۳ ] |
| ۲۰۱۹ | پرنده زلزله             | لیلی بریج      |                                                           | [ ۲۴ ] |
| ۲۰۲۰ | زولا                    | استفانی        |                                                           | [ ۲۵ ] |
| ۲۰۲۰ | شیطان تمام‌وقت           | سندی هندرسون   |                                                           | [ ۲۶ ] |
| ۲۰۲۱ | گناهکار                 | امیلی لایتون   | صداپیشه                                                   | [ ۲۷ ] |
| ۲۰۲۲ | اسب نبرد (War Pony)     | N/A            | نخستین کارگردانی بلند همکار کارگردان، نویسنده و تهیه‌کننده | [ ۲۸ ] |
| ۲۰۲۴ | غروب ساسکواچ            | ساسکواچ زن     | همچنین مدیر اجرایی تولید                                  | [ ۲۹ ] |
| ۲۰۲۵ | جی کلی                  | TBA            | پس‌تولید                                                   | [ ۳۰ ] |
| TBA  | هرس گل سرخ              | TBA            | در حال فیلمبرداری                                         | [ ۳۱ ] |

### تلویزیون
| سال  | عنوان           | نقش          | یادداشت‌ها                          | منا.          |
| ---- | --------------- | ------------ | ---------------------------------- | ------------- |
| ۲۰۱۶ | تجربه دوست دختر | کریستین رید  | نقش اصلی (فصل ۱)                   | [ ۳۲ ]        |
| ۲۰۱۸ | ریوردیل         | دریاچه لوری  | قسمت: "فصل چهل و دوم: مرد سیاهپوش" | [ ۳۳ ]        |
| ۲۰۱۸ | پترنو           | سارا گانیم   | تله‌فیلم                            | [ ۳۴ ]        |
| ۲۰۲۱ | تماس‌ها          | رز           | صدا پیشه؛ قسمت: "آغاز"             | [ ۳۵ ]        |
| ۲۰۲۲ | ترمینال لیست    | لورن ریس     | نقش اصلی                           | [ ۳۶ ]        |
| ۲۰۲۳ | دیزی جونز و شش  | دیزی جونز    | مینی سریال                         | [ ۳۷ ]        |
| ۲۰۲۴ | زیر پل          | ربکا گادفرای | همچنین مدیر اجرایی تولید           | [ ۳۸ ] [ ۳۹ ] |

### موزیک ویدئو
| سال  | ترانه           | هنرمند          | نقش      | منا.   |
| ---- | --------------- | --------------- | -------- | ------ |
| ۲۰۱۳ | «تی‌کی‌او»        | جاستین تیمبرلیک | دوست‌دختر | [ ۴۰ ] |
| ۲۰۲۲ | برانکو (Bronco) | اورویل پک       |          | [ ۴۱ ] |

## جوایز
| سال  | اثر نامزدشده          | جایزه                                   | رده                                                                                         | نتیجه    | منا.   |
| ---- | --------------------- | --------------------------------------- | ------------------------------------------------------------------------------------------- | -------- | ------ |
| ۲۰۱۲ | دکتر خوب              | جشنواره فیلم میلان                      | بهترین بازیگر نقش مکمل زن                                                                   | نامزدشده | [ ۴۲ ] |
| ۲۰۱۷ | تجربه دوست دختر       | جایزه گلدن گلوب                         | جایزه گلدن گلوب بهترین بازیگر زن – مجموعه تلویزیونی کوتاه یا فیلم تلویزیونی                 | نامزدشده | [ ۴۳ ] |
| ۲۰۱۷ | تجربه دوست دختر       | جایزه گریسی                             | بهترین بازیگر نقش اول زن– برای تله‌فیلم یا مجموعه محدود                                      | برنده    | [ ۴۴ ] |
| ۲۰۱۷ | عزیز آمریکایی         | جوایز ایندیپندنت اسپیریت                | جایزه ایندیپندنت اسپیریت برای بهترین بازیگر نقش مکمل زن                                     | نامزدشده | [ ۴۵ ] |
| ۲۰۱۷ | عزیز آمریکایی         | حلقه منتقدان فیلم لندن                  | جایزه حلقه منتقدان فیلم لندن– برای بهترین بازیگر مکمل زن سال                                | نامزدشده | [ ۴۶ ] |
| ۲۰۱۷ | عزیز آمریکایی         | نظرسنجی فیلم ویلج ویس                   | بهترین بازیگر نقش مکمل زن                                                                   | نامزدشده | [ ۴۷ ] |
| ۲۰۲۱ | زولا                  | انجمن منتقدان فیلم شیکاگو               | جایزه انجمن منتقدان فیلم شیکاگو– برای بهترین بازیگر نقش مکمل زن                             | نامزدشده | [ ۴۸ ] |
| ۲۰۲۲ | اسب نبرد (War Pony)   | جشنواره فیلم کن                         | نوعی نگاه                                                                                   | نامزدشده | [ ۴۹ ] |
| ۲۰۲۲ | اسب نبرد (War Pony)   | جشنواره فیلم کن                         | دوربین طلایی                                                                                | برنده    | [ ۵۰ ] |
| ۲۰۲۳ | Daisy Jones & the Six | جوایز سینمایی و تلویزیونی ام تی وی ۲۰۲۳ | جایزه تلویزیونی ام‌تی‌وی– برای بهترین اجرای تلویزیونی                                         | نامزدشده | [ ۵۱ ] |
| ۲۰۲۳ | Daisy Jones & the Six | جوایز سینمایی و تلویزیونی ام تی وی ۲۰۲۳ | جایزه تلوزیونی ام تی وی– برای بهترین بوسه (با سم کلفلین)                                    | نامزدشده | [ ۵۱ ] |
| ۲۰۲۳ | Daisy Jones & the Six | جایزه امی ساعات پربیننده                | جایزه امی ساعات پربیننده– برای بهترین بازیگر زن در مجموعه تلویزیونی کوتاه یا فیلم تلویزیونی | نامزدشده | [ ۵۲ ] |
| ۲۰۲۴ | Daisy Jones & the Six | هشتاد و یکمین مراسم گلدن گلوب           | جایزه گلدن گلوب بهترین بازیگر زن – مجموعه تلویزیونی کوتاه یا فیلم تلویزیونی                 | نامزدشده | [ ۵۳ ] |